# Даванцати, Бернардо
Бернардо Даванцати Бостики (итал. Bernardo Davanzati Bostichi; 1529, Флоренция — 1606) — экономист, торговец по профессии.

## Биография
Занимался торговлей в Южной Италии и в Лионе.
Состоял в «Accademia degli Alterati», с 1591 г. активно работал в Академии делла Круска. Его самая известная работа — перевод «Анналов» Тацита.
Заметен также его компендиум лат. Vera et sincera historia schismatis anglicani Николаса Сандерса.
В трактатах о деньгах и вексельном курсе («Lezioni delle monete», 1588; «Notizia de’cambi», 1638, издано после его смерти) изложил свои экономические взгляды, относимые в настоящее время к теории меркантилизма. Считал, что ценность денег зависит не от внутренней их природы, а от соглашения людей. Все полезные вещи, существующие в стране, равны по ценности сумме обращающихся денег. Причиной сильного подорожания товаров, замечавшегося в его время, считал увеличение количества благородных металлов после открытия американских рудников. Был противником обычной в то время порчи монеты, так как она повышает цены и создает большие замешательства и бедствия. Отрицательно относился к получению дохода от монетной регалии и только в крайнем случае оправдывал взимание платы, покрывающей издержки чеканки монеты. Сочинения Даванцати напечатаны в собрании итальянских экономистов Custodi: «Scrittori classici italiani di economia politica» (изд. 1804).
В палацо семьи Даванцети во Флоренции расположен Музей флорентийского дома.